# Verteilung einer Zufallsvariablen
Die Verteilung einer Zufallsvariablen ist ein Begriff aus der Wahrscheinlichkeitstheorie, einem Teilgebiet der Mathematik. Die Verteilung einer Zufallsvariablen ermöglicht es, aus einem „zu großen“ stochastischen Modell Informationen zu extrahieren und diesen wieder sinnvolle Wahrscheinlichkeiten zuzuordnen. Ein Beispiel hierfür ist eine Lotto-Ziehung: Bei  der Modellierung werden zunächst die Wahrscheinlichkeiten für jede einzelne Zahlenkombination definiert. Man ist jedoch im Allgemeinen nicht an der Wahrscheinlichkeit interessiert, exakt eine bestimmte Zahlenfolge zu ziehen, sondern daran, wie groß die Wahrscheinlichkeit für „n Richtige“ ist. Man definiert dazu eine Zufallsvariable, welche die Informationen „Anzahl der Richtigen“ extrahiert. Die Verteilung dieser Zufallsvariablen gibt dann die Wahrscheinlichkeit an, dass man „n Richtige“ gezogen hat.

## Definition
Gegeben sei eine Zufallsvariable {\displaystyle X}, d. h. eine Abbildung vom Wahrscheinlichkeitsraum {\displaystyle (\Omega ,\Sigma ,P)} in den Ereignisraum {\displaystyle (\Omega ^{*},\Sigma ^{*})}. Dann heißt die durch
{\displaystyle P_{X}(A^{*}):=P(X^{-1}(A^{*})){\text{ für alle }}A^{*}\in \Sigma ^{*}}
definierte Abbildung {\displaystyle P_{X}\colon \Sigma ^{*}\to [0,1]} die Verteilung der Zufallsvariablen {\displaystyle X} unter {\displaystyle P}. Sie definiert ein Wahrscheinlichkeitsmaß auf {\displaystyle (\Omega ^{*},\Sigma ^{*})}. Hierbei bezeichnet {\displaystyle X^{-1}(A^{*})} das Urbild von {\displaystyle A^{*}} unter {\displaystyle X}, also das Ereignis {\displaystyle \{\omega \in \Omega \mid X(\omega )\in A^{*}\}\in \Sigma }. Manchmal wird für {\displaystyle P_{X}} auch {\displaystyle P\circ X^{-1}} geschrieben.

## Beispiele
Wir betrachten als Modell einen dreimaligen Münzwurf, modelliert durch den Wahrscheinlichkeitsraum {\displaystyle (\Omega ,\Sigma ,P)} mit Ergebnismenge
{\displaystyle \Omega :=\{0,1\}^{3}},
Ereignissystem
{\displaystyle \Sigma :={\mathcal {P}}(\Omega )}
und als Wahrscheinlichkeitsmaß die Gleichverteilung, da die Münze als fair angenommen wird und die Würfe unabhängig voneinander stattfinden, also
{\displaystyle P(A)={\frac {\#A}{\#\Omega }}={\frac {\#A}{8}}}.
Der zweite Ereignisraum sei nun definiert als
{\displaystyle (\{0,1,2,3\};{\mathcal {P}}(\{0,1,2,3\}))},
die Zufallsvariable zählt die Erfolge, also
{\displaystyle X(\omega )=X(\{(\omega _{1},\omega _{2},\omega _{3})\})=\omega _{1}+\omega _{2}+\omega _{3}}
Um nun die Verteilung dieser Zufallsvariablen zu bestimmen, genügt es, einen Erzeuger, also hier die einzelnen Elementarereignisse durchzugehen. Alle anderen Wahrscheinlichkeiten ergeben sich dann durch Addition der Wahrscheinlichkeiten der (disjunkten) Erzeuger.
Es ist dann
{\displaystyle P_{X}(\{0\})=P(X^{-1}(\{0\}))=P(\{(0,0,0)\})={\tfrac {1}{8}}}
{\displaystyle P_{X}(\{1\})=P(X^{-1}(\{1\}))=P(\{(1,0,0),(0,1,0),(0,0,1)\})={\tfrac {3}{8}}}
{\displaystyle P_{X}(\{2\})=P(X^{-1}(\{2\}))=P(\{(1,1,0),(0,1,1),(1,0,1)\})={\tfrac {3}{8}}}
{\displaystyle P_{X}(\{3\})=P(X^{-1}(\{3\}))=P(\{(1,1,1)\})={\tfrac {1}{8}}}.
Dies ist dann die Verteilung der Zufallsvariablen {\displaystyle X} und ein neues Wahrscheinlichkeitsmaß auf dem Ereignisraum {\displaystyle (\{0,1,2,3\};{\mathcal {P}}(\{0,1,2,3\}))}.

## Maßtheoretischer Blickwinkel
Aus Sicht der Maßtheorie handelt es sich bei der Verteilung einer Zufallsvariablen um ein Bildmaß. Der Wahrscheinlichkeitsraum entspricht einem speziellen Maßraum, der Ereignisraum ist identisch mit einem Messraum und die Zufallsvariable ist eine messbare Funktion. Ebenso wie das Bildmaß ermöglicht die Verteilung einer Zufallsvariablen also das „Versetzen“ und Modifizieren eines Wahrscheinlichkeitsmaßes von einem Maßraum in einen Messraum.

## Wahrscheinlichkeitsmaße als Verteilungen

### Allgemeine Wahrscheinlichkeitsmaße als Verteilungen
Ist ein Wahrscheinlichkeitsraum {\displaystyle (\Omega ,\Sigma ,P)} gegeben, so lässt sich das Wahrscheinlichkeitsmaß {\displaystyle P} auf folgende Weise als Verteilung einer Zufallsvariablen darstellen: Man dupliziert den Ereignisraum {\displaystyle (\Omega ,\Sigma )} und wählt als Zufallsvariable {\displaystyle X} die identische Abbildung von {\displaystyle (\Omega ,\Sigma ,P)} nach {\displaystyle (\Omega ,\Sigma )}. Dann stimmen das Wahrscheinlichkeitsmaß {\displaystyle P} und die Verteilung der Zufallsvariablen {\displaystyle P_{X}} überein. Dies rechtfertigt unter anderem auch die gängige Bezeichnung „Wahrscheinlichkeitsverteilung“ für Wahrscheinlichkeitsmaße.

### Reelle Wahrscheinlichkeitsmaße als Verteilungen auf einem gemeinsamen Wahrscheinlichkeitsraum
Tatsächlich lässt sich jedes Wahrscheinlichkeitsmaß {\displaystyle P} auf dem Ereignisraum {\displaystyle (\mathbb {R} ,{\mathcal {B}}(\mathbb {R} ))} als Verteilung einer Zufallsvariablen auf dem Wahrscheinlichkeitsraum {\displaystyle ((0,1),{\mathcal {B}}((0,1)),{\mathcal {U}}_{(0,1)})} darstellen. Hierbei bezeichnet {\displaystyle {\mathcal {U}}_{(0,1)}} die stetige Gleichverteilung auf dem Intervall von 0 bis 1. Dazu nutzt man aus, dass jedes Wahrscheinlichkeitsmaß durch seine Verteilungsfunktion eindeutig definiert ist. Ist nun {\displaystyle F} Verteilungsfunktion von {\displaystyle P}, so wählt man als Zufallsvariable die Quantilfunktion {\displaystyle F^{-1}} definiert durch
{\displaystyle F^{-1}(u)=\inf\{x\in \mathbb {R} \mid F(x)\geq u\}},
wobei {\displaystyle u\in (0,1)} ist. Diese Zufallsvariable hat nun das Wahrscheinlichkeitsmaß {\displaystyle P} als Verteilung. Diese Aussage ermöglicht es beispielsweise, beliebige Zufallsvariable in die reellen Zahlen auf stochastische Unabhängigkeit zu untersuchen, da sie immer als Zufallsvariable auf demselben Wahrscheinlichkeitsraum aufgefasst werden können.

## Als Verteilungen konstruierte Wahrscheinlichkeitsmaße

### Binomial-Verteilung
Die Binomialverteilung lässt sich elementar als Verteilung einer Zufallsvariablen definieren. Dazu definiert man den einfachen Münzwurf einer unfairen Münze mit dem Wahrscheinlichkeitsraum {\displaystyle \Omega =\{0,1\}}, der Anzahl der Erfolge, der Ereignismenge {\displaystyle {\mathcal {A}}:={\mathcal {P}}(\{0,1\})} und dem Wahrscheinlichkeitsmaß {\displaystyle P(\{1\})=p=1-P(\{0\})}. Das n-malige unabhängige Werfen der Münze wird dann durch das Produktmodell {\displaystyle (\Omega ^{\otimes n},{\mathcal {A}}^{\otimes n},P^{\otimes n})} beschrieben. Definiert man nun eine Zufallsvariable von dem Produktmodell nach {\displaystyle \Omega _{2}=\{0,1,\cdots ,n\}}  durch
{\displaystyle X(\omega )=X((\omega _{1},\dots ,\omega _{n}))=\omega _{1}+\omega _{2}+\dots +\omega _{n}},
so modelliert diese Zufallsvariable die Anzahl der Erfolge bei {\displaystyle n} Münzwürfen. Die Verteilung der Zufallsvariablen ist dann die Binomialverteilung, also {\displaystyle X\sim \mathrm {Bin} _{n,p}}.

### Geometrische Verteilung und negative Binomialverteilung
Ebenso wie die Binomialverteilung lassen sich die geometrische Verteilung und die negative Binomialverteilung aus einem Produktmodell eines Münzwurfes als Verteilung einer Zufallsvariablen herleiten. Das Produktmodell ist in diesem Fall der unendlich oft wiederholte Münzwurf, also mit denselben Bezeichnungen wie oben  {\displaystyle (\Omega ^{\otimes \mathbb {N} },{\mathcal {A}}^{\otimes \mathbb {N} },P^{\otimes \mathbb {N} })}. Die Zufallsvariable vom Produktmodell in den Ereignisraum {\displaystyle (\mathbb {N} ,{\mathcal {P}}(\mathbb {N} ))} definiert durch
{\displaystyle X(\omega )=\min\{i\in \mathbb {N} \,|\,\omega _{i}=1\}}
modelliert dann die Wartezeit bis zum ersten Erfolg und hat als Verteilung die geometrische Verteilung. Modelliert man die Wartezeit auf den n-ten Erfolg, so erhält man die negative Binomialverteilung.

## Verallgemeinerungen
Es existieren mehrere Spezialfälle der Verteilung einer Zufallsvariablen. Die gemeinsame Verteilung von Zufallsvariablen verwendet mehrere Zufallsvariablen, um eine multivariate Verteilung auf einem höherdimensionalen Raum zu definieren. Die Randverteilung hingegen ist die Verteilung einer Multivariaten Verteilung unter einer Koordinatenabbildung, sie reduziert somit die Dimensionalität der Wahrscheinlichkeitsverteilung.
Eine Variation der Verteilung einer Zufallsvariable ist die bedingte Verteilung und die reguläre bedingte Verteilung. Beide modellieren noch zusätzliches Vorwissen über den Ausgang des Zufallsexperimentes. Die bedingte Verteilung ist leichter zu handhaben und wird über die bedingte Wahrscheinlichkeit definiert, besitzt aber Defizite im Umgang mit Nullmengen und ist nicht so allgemein. Die reguläre bedingte Verteilung benötigt den technischen Begriff des bedingten Erwartungswertes.